# Фирсов, Герман Иванович
Ге́рман Ива́нович Фи́рсов (7 февраля 1936 года, Красный Луч, Сегежский район, Карельская АССР — 30 января 2023,	Кондопога, Карелия) — советский и российский рок-музыкант, гитарист. Являлся старейшим и одним из первых хэви-металлистов в России.

## Биография
Отец Германа Фирсова, Иван Фирсов, рабочий Путиловского завода, в 1930-х годах был репрессирован и сослан в Карельскую АССР, где работал в лесопункте посёлка Красный Луч и женился на местной жительнице. В этом браке родились два сына — Герман и Геннадий.
Герман с детства увлекся музыкой. Сначала научился играть на баяне, подбирая мелодии на слух, затем освоил гитару. Учился на хоровом отделении культпросветшколы Петрозаводска, параллельно в составе акустического оркестра играл на танцах.
Состав нашего оркестра был прост, как и музыка. Гитара, контрабас, какой-нибудь ящик из-под макарон, заменявший барабан, баян, и иногда — саксофон. Пели без микрофона. Иногда играли перед субботними, вечерними киносеансами. Конечно, в основе репертуара музыка кино и наша, отечественная песенная классика разных лет. Людям очень нравилась песня „Тёмная ночь“, модные фокстроты, танго. Мы старались дать прикурить публике в ритмах.
После окончания учёбы Германа Фирсова направили по распределению работать в Надвоицы, в местную музыкальную школу. Здесь четыре года он ведёт классы баяна и гитары, а также вместе с преподавателями музыкальной школы создаёт свой первый эстрадный оркестр — единственный оркестр в городе. В 1965 году в Надвоицах состоялся смотр-конкурс эстрадных оркестров республики, на котором коллектив Германа Фирсова стал лауреатом. Также оркестр был лауреатом Всероссийского конкурса профсоюзных агитбригад, а в 1975 году песня Фирсова «Карелия» заняла первое место в конкурсе самодеятельных авторов республики.
В 1968 году Фирсов переезжает в Кондопогу, где работает методистом городского отдела культуры. Занимается вопросами развития самодеятельности, организацией городских праздников, часто сам участвует в концертных программах как баянист. В это же время он собирает новый коллектив музыкантов для работы в центральном ресторане «Чайка».
В течение более тридцати сезонов оркестр Германа Фирсова в различных составах был непременной составной частью общественной жизни Кондопоги.
В 1972 году Герман Иванович создает ВИА «Мозаика», получивший известность в Карельской АССР. С первых же выступлений ВИА завоевал симпатии жителей Кондопоги. В течение двенадцати лет ВИА «Мозаика» был творческим лицом Кондопоги. ВИА неоднократно участвовал в республиканских фестивалях эстрады, становясь их лауреатом, а также записывался на республиканском телевидении и радио, давал концерты в Кондопоге и других городах Карельской АССР. Отличительной чертой концертных выступлений коллектива стало исполнение песен её руководителя Германа Фирсова.
Германом Фирсовым написано более двадцати песен. С 1980 года — член Союза композиторов Карельской АССР.
В 1991 году Герман Фирсов создал рок-группу «Всё», в составе которой исполнялись композиции собственного сочинения в стилях хард-рок и хэви-метал. С этой группой Фирсов неоднократно выступал на одном из старейших рок-фестивалей России — «Рыбка», который проводится с 1997 года в городе Сегежа.
Скончался 30 января 2023 года на 87-м году жизни от обширного инфаркта.